# 脂肪
脂肪（しぼう）は、物性上の本来の意味では油脂（動植物に含まれるもの）のうち、常温で固体のものをいう。栄養学上では、広義には中性脂肪、複合脂質、ステロール類など有機溶媒に溶ける一群の有機化合物の総称（脂質）をいう。狭義には、このうち中性脂肪のみを指す。

## 概要
脂肪の主成分はトリアシルグリセロール（トリグリセリド）でグリセロールの3つの水酸基に脂肪酸が
エステル結合したものであるが、脂肪酸は炭素数あるいは二重結合の位置や数によって多様な種類がある。脂肪酸のうち二重結合をもたないものを飽和脂肪酸、二重結合をもつものを不飽和脂肪酸という。動植物中の油脂の場合、動物の油脂は飽和脂肪酸の割合が多く常温で固体のものが多いのに対し、植物の油脂は不飽和脂肪酸を多く含んでいるために常温で液体のものが多く、これらを区別せずに「脂肪」と呼ぶことも多い。
脂質は、炭水化物、たんぱく質と共に「三大栄養素」と総称され、生命活動のエネルギー源であり、その組織を構築するための材料にもなっている。疫学調査や動物実験、臨床研究から食事中の脂肪（食事脂肪）が血清脂質に影響を及ぼしていることは知られているが、その作用や影響の機構については分かっていない点も多い。
食事調査は、牛や豚、牛乳など動物性食品に多い飽和脂肪酸の摂取が心疾患など病気との関連を見出しており、脂肪の細かい区別を周知させることは難しいと考えた栄養学者たちが、「脂肪は良くない」という単純なメッセージを作ったが、実際には一価不飽和脂肪酸や多価不飽和脂肪酸の摂取量が多くてもそうしたリスクを下げる傾向がみられている。こうした科学的検証の蓄積により2015年のアメリカの食生活指針は脂肪を30%に控えるという指針を撤廃した。

## 発見
20世紀初頭までに、炭水化物とたんぱく質は必要な食品成分だと知られていたが、脂肪酸は炭水化物から合成できるので優れたエネルギー源ではあるが、必要不可欠ではないと考えられていた。20世紀初頭の技術では食物から脂肪を完全に抽出できず、脂肪を除去してラットに与える実験では、実際には脂肪が残留していた。1912年にトマス・バー・オズボーンとラファイエット・メンデルはそうした技術によってラットでの脂肪は不要だと確認し、1920年代までに必要不可欠ではないので必要最小限は非常に少なくすべきとの見解を示し、同時代の研究者は多くはこの見解に従った。オズボーンは全米科学アカデミーのメンバーで食物タンパク質で国際的に著名なアメリカの生化学者であり、メンデルはアメリカ栄養研究所の初代所長など、両者は国際的にも権威的に他にも数々の地位を占めていたためである。
1929年には、ミネソタ大学のジョージ・オズワルド・バー(George Oswald Burr)が ω-6系の多価不飽和脂肪酸であるリノール酸のラットでの欠乏症を確認し、必須栄養素だと報告された。この見解は栄養研究所の見解と対立したので疑義されたが、数年を経て追試が行われ受け入れられていった。また1931年にジョージ・オズワルド・バーは、ω-3系のαリノレン酸がラットで合成されなかったことを報告し、これも必須脂肪酸だと結論した。しかし、欠乏症実験にてリノール酸と競合する結果が確認されるため、長い間αリノレン酸でも確実だとみなされなかった。
1960年までにはカルフォルニア大学ロサンゼルス校のジム・ミードが、リノール酸がアラキドン酸に変換されることを確認した。1964年にはカロリンスカ研究所で、アラキドン酸がプロスタグランジンに変換されたことが確認された。
1960年代のアメリカでの食事調査は、飽和脂肪酸の摂取が血中コレステロールの濃度を上昇させ、植物油と魚油が低下させることを明らかにし、その後の食事指導は総脂肪量を減らすのではなく、飽和脂肪酸の代わりに不飽和脂肪酸を摂取することが重要だとし、不飽和脂肪酸の摂取量が増加した結果1970-1980年代にはアメリカ人の虚血性心疾患の発生率を低下させた。
だが、脂肪の細かい区別を周知させることは難しいのではと考えた栄養学者たちは、脂肪がよくないという単純なメッセージを生み出した。アメリカ農務省の意図とは、アメリカにて低脂肪食にすることで必然的に飽和脂肪酸の摂取量を減らすということであった。
1994年の世界保健機関による、「人間栄養学における脂肪と油」（Fats and oils in human nutrition）では、トランス脂肪酸による飽和脂肪酸に似た影響が報告された。2003年にはトランス脂肪酸を1%未満にすべきとした。
脂肪酸の比率よりも、飽和脂肪酸の摂取量の方が重要という科学的な検証によって、2015年のアメリカの食生活指針は、以前に示した脂肪を30%に控えるという指針を撤廃した。

## 生体での利用

### 脂肪の蓄積
脂質は、生命活動のエネルギー源であるとともに、その組織を構築するための材料にもなっており、動物は食餌から直接脂質を得るほか、炭水化物をもとに体内で合成している。なお、不飽和脂肪酸には一価不飽和脂肪酸や多価不飽和脂肪酸があるが、ヒトなどの哺乳類は特定の多価不飽和脂肪酸を体内で生成できないため必須脂肪酸と呼ばれることもある。
脂肪を生物が利用する他のエネルギー源と比較すると、炭水化物のグルコース（ブドウ糖）などに比べて単位重量あたりのエネルギー（熱量）ははるかに大きい。さらに実際の生体内では、グルコースは多数連なったグリコーゲンとして多くの水分子と結合して存在しているのに対し、脂肪は疎水性をもっており、水を含めた実質的な単位重量あたりのエネルギーを比較すると脂肪はグリコーゲンの約6倍となる。
生成された脂肪は脂肪組織で構成する脂肪細胞に蓄積される。

### 脂肪の分解
空腹や運動などでエネルギーが必要となったときは、脂肪細胞で蓄積されていた脂肪が脂肪酸とグリセロールに加水分解されて血中に放出され、これを脂肪動員という。脂肪酸はタンパク質のアルブミンと結合して血液で体の各組織へと送られ、細胞内のミトコンドリアで完全に酸化されてエネルギーを放出する。
安静時や強度の低い運動時には脂肪の方が糖よりも多く使われている。血糖やグリコーゲンは利用しやすいが貯蔵量は多くはないので安静時などではあまり多くは使われず、強度の高い運動時などに糖が優先的に使われるようになる。
運動時には脂肪よりもグリコーゲンが優先的に利用される。また、脂肪酸の酸化には大量の酸素を必要とするため脂肪の消費には持続的な有酸素運動が有効とされる。

## 栄養学上の脂質

### PFCバランス
タンパク質・脂肪・炭水化物のカロリーベースでの摂取バランスのことを、それぞれの頭文字をとってPFCバランスという。
心血管系のリスクを上げる飽和脂肪酸の摂取が多い食事状況であれば、脂質全体の摂取量を減らすことでそのリスクを回避するという目的は達成される。
しかし飽和脂肪酸を心血管系のリスクを下げる種類の脂肪酸に置き換えても目的は達成され、脂質全体の摂取比率が上がっている。
1994年の世界保健機関による「人間栄養学における脂肪と油」（Fats and oils in human nutrition）は、成人の脂質の摂取量は15%以上とし、下回る集団においては確保の努力が必要だとされた。
厚生労働省の1999年の栄養所要量の6次改定では、脂質はエネルギー比率で成人で20-25%の範囲が望ましい。飽和脂肪酸、一価不飽和脂肪酸、多価不飽和脂肪酸の望ましい摂取割合は、おおむね3：4：3であり、ω-6脂肪酸とω-3脂肪酸の比は、健康人では4：1程度である。
一日のエネルギー必要量を仮に、男性では2660(kcal)、女性では1995(kcal)とすると、脂肪のエネルギー量は9 kcal/gであり、仮に20%の値を当てはめると、以下のとおりとなる。
- 男性では、2660 kcal/日 x 0.2 / 9 kcal/g =60 g/日（植物油大匙4杯/日に相当）
- 女性では、1995 kcal/日 x 0.2 / 9 kcal/g =45 g/日（植物油大匙3杯/日に相当）

### 食品中の脂質

調理に使う油脂類における各脂肪酸の比率。

食品中の総脂肪は各種脂肪の混合物からなる。飽和脂肪及び総脂肪（トランス脂肪酸、多価不飽和脂肪及び一価不飽和脂肪を含む値）を栄養表示欄に記載する国もある。
動物の油脂は飽和脂肪酸の割合が多く常温で固体のものが多い（動物性脂肪）。乳脂肪がより多く、魚類の脂肪には多量の不飽和脂肪酸を含むものが多い。
植物の油脂は不飽和脂肪酸を多く含んでいるために常温で液体のものが多い（植物油）。ただし、ヤシ油（ココナッツ油）やカカオバターのように飽和脂肪酸を大量に含む油もある。
| 食品                             | 飽和脂肪酸 | 一価不飽和 | 多価不飽和 |
| 食用油                           | 食用油     | 食用油     | 食用油     |
| -------------------------------- | ---------- | ---------- | ---------- |
| 菜種油（キャノーラ）             | 08         | 64         | 28         |
| ヤシ油（ココナッツ）             | 87         | 13         | 01         |
| コーン油                         | 13         | 24         | 59         |
| 綿実油                           | 27         | 19         | 54         |
| オリーブ・オイル                 | 14         | 73         | 11         |
| パーム核油                       | 86         | 12         | 02         |
| パーム油                         | 51         | 39         | 10         |
| ピーナッツオイル                 | 17         | 46         | 32         |
| こめ油                           | 25         | 38         | 37         |
| サフラワー油高オレイン           | 06         | 75         | 14         |
| サフラワー油高リノール           | 06         | 14         | 75         |
| 大豆油                           | 15         | 24         | 58         |
| サフラワー油                     | 11         | 20         | 69         |
| 乳製品                           |            |            |            |
| 乳脂肪（バター）                 | 66         | 30         | 04         |
| チーズ、レギュラー               | 64         | 29         | 03         |
| チーズ、ライト                   | 60         | 30         | 00         |
| アイスクリーム、グルメ           | 62         | 29         | 04         |
| アイスクリーム、ライト           | 62         | 29         | 04         |
| 牛乳、全乳                       | 62         | 28         | 04         |
| 牛乳、2%低脂肪                   | 62         | 30         | 00         |
| *ホイップクリーム                | 66         | 26         | 05         |
| 肉                               |            |            |            |
| 牛肉                             | 33         | 38         | 05         |
| ひき肉                           | 38         | 44         | 04         |
| ポークチョップ                   | 35         | 44         | 08         |
| ハム                             | 35         | 49         | 16         |
| 鶏、胸                           | 29         | 34         | 21         |
| 鶏                               | 34         | 23         | 30         |
| ターキー、胸                     | 30         | 20         | 30         |
| ターキー、下脚                   | 32         | 22         | 30         |
| 魚、オレンジラフィー             | 23         | 15         | 46         |
| 鮭（シャケ）                     | 28         | 33         | 28         |
| ホットドッグ、牛肉               | 42         | 48         | 05         |
| ホットドッグ、ターキー           | 28         | 40         | 22         |
| バーガー、ファーストフード       | 36         | 44         | 06         |
| チーズバーガー、同               | 43         | 40         | 07         |
| チキン・サンドイッチ、パン粉焼き | 20         | 39         | 32         |
| チキン・サンドイッチ、グリル     | 26         | 42         | 20         |
| ソーセージ、ポーリッシュ         | 37         | 46         | 11         |
| ソーセージ、ターキー             | 28         | 40         | 22         |
| ピザ、ソーセージ                 | 41         | 32         | 20         |
| ピザ、チーズ                     | 60         | 28         | 05         |
| 種子とナッツ                     |            |            |            |
| 亜麻の実、挽き                   | 08         | 23         | 65         |
| ゴマ                             | 14         | 38         | 44         |
| ダイズ                           | 14         | 22         | 57         |
| アーモンド、乾燥焼き             | 09         | 65         | 21         |
| カシューナッツ、乾燥焼き         | 20         | 59         | 17         |
| マカダミア、乾燥焼き             | 15         | 79         | 02         |
| マカダミア、乾燥焼き             | 14         | 50         | 31         |
| ペカン、乾燥焼き                 | 08         | 62         | 25         |
| クルミ、乾燥焼き                 | 09         | 23         | 63         |
| 菓子とベーカリー                 |            |            |            |
| チョコレートバー                 | 59         | 33         | 03         |
| キャンデー、果物味チュウ         | 14         | 44         | 38         |
| クッキー、オートミール・レーズン | 22         | 47         | 27         |
| クッキー、チョコチップ           | 35         | 42         | 18         |
| ケーキ、イエロー（スポンジ）     | 60         | 25         | 10         |
| ペイストリー、デニッシュ         | 50         | 31         | 14         |
| 調理中および卓上油               |            |            |            |
| バター、棒状                     | 63         | 29         | 03         |
| バター、ホイップ                 | 62         | 29         | 04         |
| マーガリン、棒状                 | 18         | 39         | 39         |
| マーガリン、容器                 | 16         | 33         | 49         |
| マーガリン、ライト・容器         | 19         | 46         | 33         |
| ラード                           | 39         | 45         | 11         |
| ショートニング                   | 25         | 45         | 26         |
| 鶏油                             | 30         | 45         | 21         |
| 牛脂                             | 41         | 43         | 03         |
| ドレッシング、ブルーチーズ       | 16         | 54         | 25         |
| ドレッシング、イタリアン・ライト | 14         | 24         | 58         |
| 他                               |            |            |            |
| 卵黄油                           | 36         | 44         | 16         |
| アボカド                         | 16         | 71         | 13         |

- 3%がトランス脂肪酸。

### 脂質の摂取基準
脂質のうち、ω-6脂肪酸とω-3脂肪酸が必須脂肪である。ω-6とω-3系のバランスについては必須脂肪酸#バランス参照。
| 食物要素                       | 食物要素   | 目標（総エネルギー%） |
| ------------------------------ | ---------- | --------------------- |
| 総脂肪                         | 総脂肪     | 15-30%                |
|                                | 飽和脂肪酸 | 10%未満               |
| 多価不飽和脂肪酸（多価不飽和） | 6-10%      |                       |
| ω-6脂肪酸（多価不飽和）        | 5-8%       |                       |
| ω-3脂肪酸（多価不飽和）        | 1-2%       |                       |
| トランス脂肪酸                 | 1%未満     |                       |
| 一価不飽和脂肪酸               | 差分       |                       |

### 健康への影響
飽和脂肪酸は、バター、乳製品、脂肪の多い肉、多くの加工食品の主要脂肪である。飽和脂肪酸は植物油には多くはないが、パーム油やココナッツ油のように例外もある。
不飽和脂肪酸のうち、一価不飽和脂肪はオリーブ油、カノーラ油（キャノーラ油）、アボカド、ナッツなどに多く含まれる。一方、不飽和脂肪酸のうち、多価不飽和脂肪の主要なものにω-6脂肪酸とω-3脂肪酸があり、ω-6脂肪酸の摂取源としてヒマワリ、ベニバナ、大豆、ゴマ油など、ω-3脂肪酸の摂取源としてカノーラ油（キャノーラ油）やマーガリン、魚介類などがある。
飽和脂肪酸は、肉や乳製品に多く有害なLDLコレステロールを増加させ、保護的なHDLコレステロールも増加させる、水素添加された油であるトランス脂肪酸は有害なLDLの増加と保護的なHDLの低下であり、一方で植物油、ナッツ、全粒粉、魚に豊富な一価不飽和脂肪酸や多価不飽和脂肪酸、特にそのうちのω-3脂肪酸は有害なLDLを減少させ、保護的なHDLを増加させ、またインスリン抵抗性を改善し、心臓のリズムを安定させる。トランス脂肪酸と飽和脂肪酸が少なく、それを不飽和脂肪酸に変えることで心臓病や糖尿病のリスクが減少する。
脂肪の摂取量が多い場合に、虚血性心疾患が生じるリスクが高まるという関係が見られるのは飽和脂肪酸のみであり、一価不飽和脂肪酸や多価不飽和脂肪酸の割合を多く摂取する集団ではそのリスクは低い。そのため、ギリシャのクレタ島では脂肪の摂取カロリーが40%と多いが心臓病の発生率は日本の伝統食のように低い。ギリシャの食事については地中海食を参照。ナッツ類の脂肪は主に不飽和脂肪であり、血中のコレステロールの比率を改善させ、ナッツを食べている人では肥満は少ない。
トランス脂肪酸（TFA）の多い食品は、「悪玉」LDLコレステロールを増加させ、「善玉」HDLコレステロールを減少させるといわれている。
|              | リスク低下                               | 関連なし     | リスク増加                               |
| ------------ | ---------------------------------------- | ------------ | ---------------------------------------- |
| 確実         | リノール酸 魚や魚油(DHA・EPA)            |              | ミリスチン酸 パルミチン酸 トランス脂肪酸 |
| 可能性が高い | α-リノレン酸 オレイン酸 フィトステロール | ステアリン酸 | 食事からのコレステロール                 |
| 可能性がある |                                          |              | ラウリン酸の豊富な油                     |